# نتی موهان
نتی موهان (زاده ۱۸ نوامبر ۱۹۷۹) یک خواننده هندی است. او عمدتاً در فیلم‌های هندی و تامیل می‌خواند، اما آهنگ‌هایی به زبان‌های مراتی، تلوگو، کانادا، بنگالی، پنجابی و انگلیسی نیز اجرا کرده‌است. او که در دهلی به دنیا آمد، یکی از برندگان برنامه تلویزیونی "پاپ استارز" در کانال V بود.
نتی موهان در دهلی به دنیا آمد. پدرش، بریج موهان شارما، یک افسر دولتی و مادرش، کوسم، خانه‌دار است. نتی موهان بزرگ‌ترین خواهر از چهار خواهر است.